# 3135 Лоєр
3135 Лоєр (3135 Lauer) — астероїд головного поясу, відкритий 1 березня 1981 року.
Тіссеранів параметр щодо Юпітера — 3,493.